# Klawicyterium

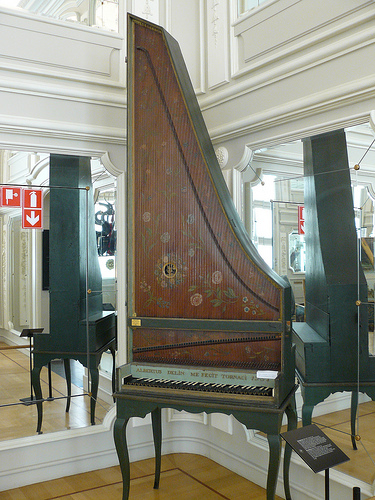
Klawicyterium z 1751 roku w Muzeum Instrumentów Muzycznych w Brukseli (bud. A. Delin).

Klawicyterium (clavicytherium) – rodzaj klawesynu, w którym struny są ustawione pionowo, a nie poziomo. Były one popularne w XVI wieku i XVII wieku.